# 아이폰 SE (2세대)
아이폰 SE(영어: iPhone SE)는 애플이 설계, 판매 중인 iOS 스마트폰이다. 아이폰 SE는 아이폰 11, 아이폰 11 프로, 아이폰 11 프로 맥스와 대등한 13세대 아이폰의 일부이다. SE는 스페셜 에디션의 약자이다.

## 후계모델
2020년 4월 15일 오전 11시에 발표된 아이폰 SE는 기존 모델의 아이폰 SE와 아이폰 8의 후계 모델으로 자리매김되고 있다.

## 디자인
아이폰 SE는 알루미늄 프레임과 전면 및 후면 유리를 조합한 것이 특징이다. 현재 중앙에 있는 애플 로고와 하단 중간 부분의 아이폰 브랜드가 제거된 것을 제외하고는 아이폰8과 동일한 물리적 크기와 치수를 공유한다. 그 결과 아이폰 8에 맞는 폰케이스도 아이폰 SE에 들어갈 수 있게 됐다.
아이폰 SE는 블랙, 화이트, 프로덕트 레드 에디션의 3가지 색상으로 제공된다. 제공되는 색상은 아이폰 8(실버, 스페이스 그레이, 프로덕트 레드, 각각 골드 모델과 동일하지 않음)과 일치하지만, 아이폰 SE는 눈에 띄게 진한 검정색, 밝은 흰색 및 밝은 빨간색 색조를 사용한다. 아이폰 4에서 아이폰 8에 이르기까지 아이폰 5C를 제외한 모든 이전 아이폰과 달리 2020년 아이폰S E는 모든 모델의 디스플레이 주위에 검은색 베젤이 있어 아이폰 11과 아이폰 XR의 색상과 일치한다.
| 색 | 이름         | 베젤 |
| -- | ------------ | ---- |
|    | Black        | 블랙 |
|    | 화이트       | 블랙 |
|    | (PRODUCT)RED | 블랙 |

## 프로세서
아이폰 8의 부품을 대거 채용했다. 프로세서는 A13 바이오닉이다. IP67 등급의 방수, 방진을 지원한다.

## 같이 보기
- IOS 및 iPadOS 제품 목록
- 스마트폰 비교
- 아이폰